# Conophytum cupreiflorum
Conophytum cupreiflorum là một loài thực vật có hoa trong họ Phiên hạnh. Loài này được Tischer mô tả khoa học đầu tiên năm 1955.